# Poundbury Hill
Poundbury Hill es un sitio de restos arqueológicos prehistóricos y romanos planificados del condado de Dorset, Inglaterra.  Incluye evidencias también de un asentamiento neolítico, un lugar de ocupación importante durante la Edad del Bronce y un fuerte de la Edad del Hierro. También hay enterramientos de finales de la Edad del Hierro y un tramo de un acueducto romano. En el costado este hay una antigua granja romano-británica, así como un extenso cementerio posterior, posiblemente cristiano, perteneciente a la antigua localidad romana de Durnovaria.
Sobre el cementerio romano se encuentran otros edificios y recintos de los siglos V al VIII, de forma aproximadamente rectangular, y es probable que haya sido diseñado para ofrecer vistas sobre el río Frome y el propio valle de Frome, hacia el norte. La entrada principal al fuerte se encuentra en el extremo este, desde donde se divisa la ciudad condado de Dorchester, 

## Excavación

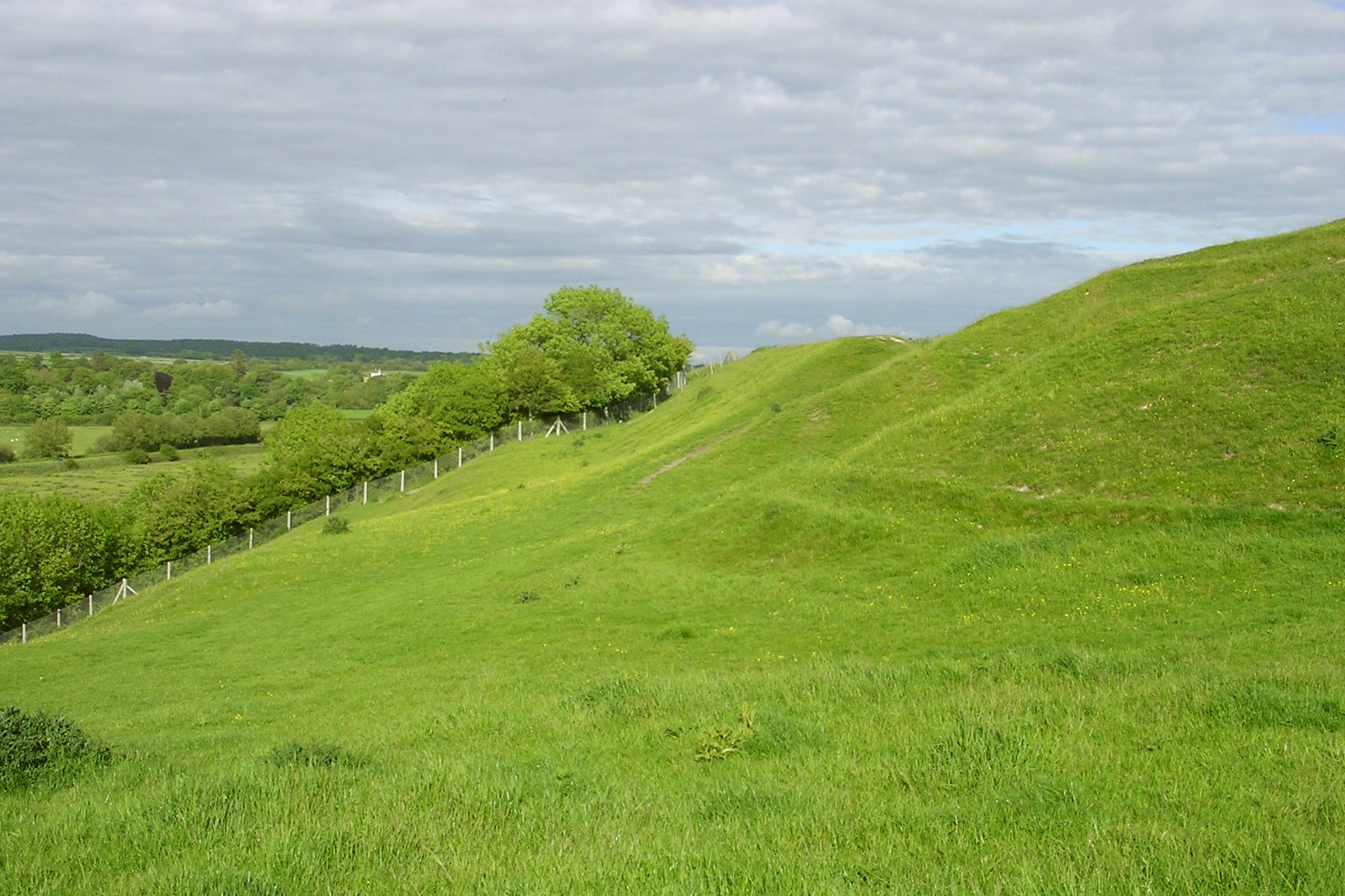
Movimientos de tierra en la esquina noroeste del fuerte de Poundbury.

El sitio fue excavado por primera vez en 1938, cuando se descubrieron detalles del desarrollo en etapas del fuerte. En el siglo IV a. C. se recubrieron las orillas con madera y se cavó una zanja profunda en forma de "V". Los bancos se ampliaron y reforzaron y añadiéndose un revestimiento de piedra caliza, alrededor del año 50 a. C.

## Construcciones cercanas

### Cementerio
Justo afuera del fuerte había un gran cementerio romano-británico. La mayoría de los entierros datan de la época tardorromana del siglo IV d. C., aunque el cementerio estuvo en uso desde el Neolítico hasta la Edad Media. El cementerio, ubicado en el lado noreste del castro, fue excavado durante la década de 1970.

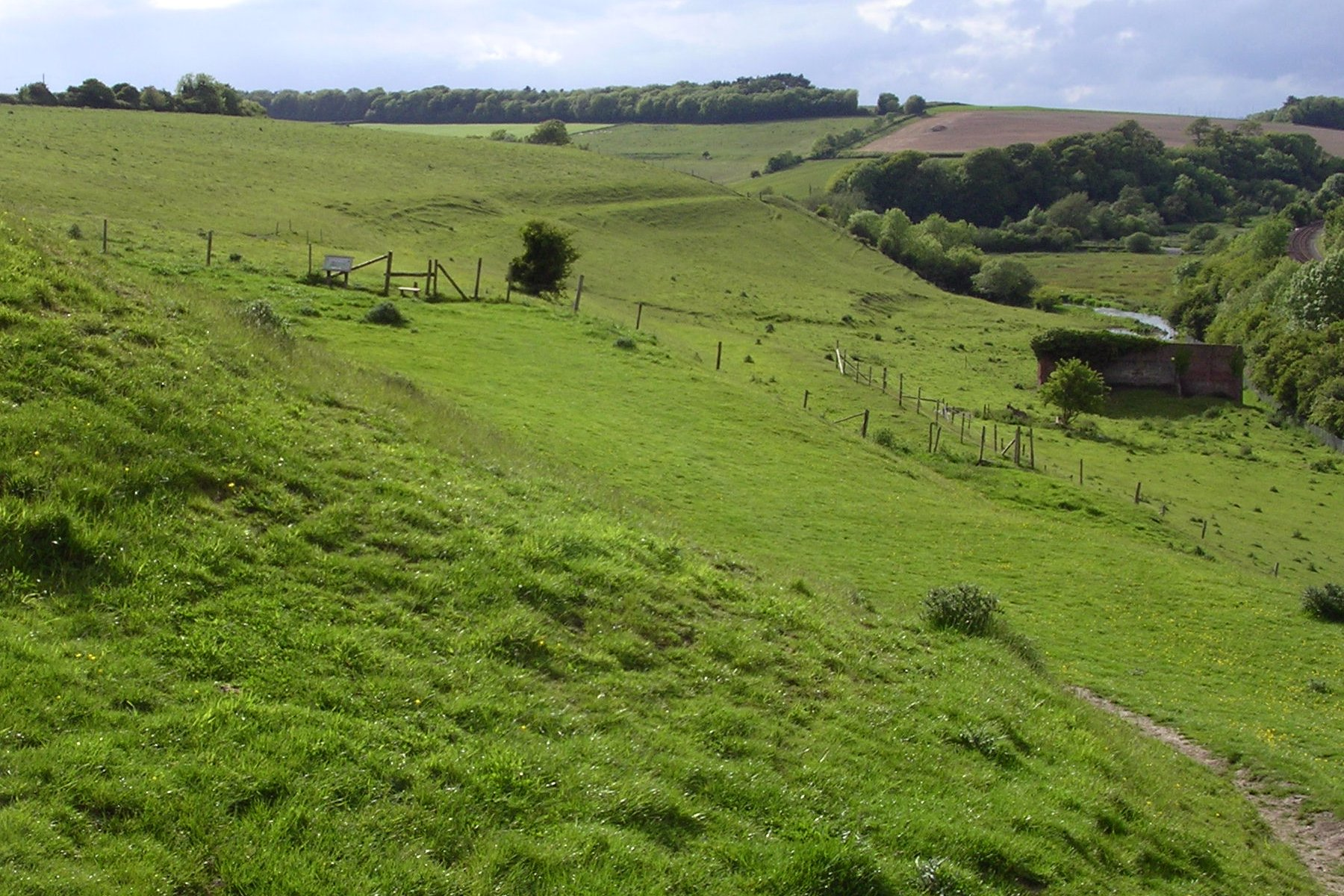
El curso del acueducto romano, visto desde la esquina noroeste del fuerte de Poundbury

### Acueducto
Los lados norte y este de las defensas exteriores del castro fueron dañados por la construcción del acueducto romano que abastecía al asentamiento de Durnovaria (Dorchester) con agua dulce desde un embalse ubicado a 4, 5 km de distancia. La terraza del acueducto, situada en la ladera orientada al noreste del valle de Frome, tiene una pendiente muy ligera, en promedio de 1:1750, lograda mediante un recorrido sinuoso de casi 9 km de largo.
Este acueducto, con un ancho de 80 cm y una profundidad de 30 cm, era un pequeño canal sellado con fondo de arcilla y costados laterales en madera. A su vez, contaba con una cubierta de madera y una capa protectora de tierra y pasto, para evitar la contaminación del agua, que era traída desde la presa y de un lago, en la zona que hoy en día corresponde a Littlewood Farm en Frampton, Dorset. Posteriormente, el agua también abasteció a la nueva ciudad de Dorchester y a sus baños públicos. Este acueducto fue abandonado, aproximadamente, hacia el año 160 d. C., tras el colapso sufrido por la presa del embalse en Frampton.

### Vía férrea
La línea ferroviaria principal de Dorchester a Yeovil, ahora llamada Línea Heart of Wessex, fue excavada en un túnel debajo del fuerte de la colina, minimizando así el daño a las murallas. El ingeniero Isambard Kingdom Brunel originalmente quería colocar las vías en un corte a través del sitio, pero la indignación local por el plan hizo que se eligiera la opción más costosa del túnel. La protesta contra este plan de desmonte de Poundbury Hill, impulsó también a la creación de la Sociedad Arqueológica de Dorset.